# Julian Wintle
Julian Wintle (né le 17 octobre 1913 à Liverpool, alors dans le Lancashire et désormais dans le Merseyside, et mort le 8 novembre 1980  à Brighton, dans le Sussex de l'Est) est un producteur de cinéma et de télévision anglais.

## Biographie
Julian Wintle est notamment connu pour avoir produit Chapeau melon et bottes de cuir, en faisant passer d'un enregistrement sur bande vidéo avec caméra de télévision à un tournage sur pellicule. C'est également lui qui a amené sur la série Laurie Johnson, le compositeur du célèbre thème du générique,.
Il crée avec Leslie Parkyn la société de production Independent Artists.

## Filmographie partielle

### Cinéma
- 1956 : La Maison des secrets (House of Secrets) de Guy Green
- 1957 : L'Évadé du camp 1 (The One That Got Away) de Roy Ward Baker
- 1957 : Marée haute à midi (High Tide at Noon) de Philip Leacock
- 1959 : L'Enquête de l'inspecteur Morgan (Blind Date) de Joseph Losey
- 1959 : Les Yeux du témoin (Tiger Bay) de J. Lee Thompson
- 1960 : Le Cirque des horreurs (Circus of Horrors) de Sidney Hayers
- 1961 : Les Gangsters (Payroll) de Sidney Hayers
- 1962 : Les Femmes du général (Waltz of the Toreadors) de John Guillermin
- 1963 : Le Prix d'un homme (This Sporting Life) de Lindsay Anderson
- 1966 : On a volé la Joconde de Michel Deville
- 1972 : Madame Sin de David Greene

### Télévision
- 1963-1964 : The Human Jungle (26 épisodes)
- 1965-1967 : Chapeau melon et bottes de cuir (50 épisodes)

## Récompenses et distinctions

### Nominations
- Primetime Emmy Award 1967 : Primetime Emmy Award de la meilleure série télévisée dramatique pour la Saison 5 de Chapeau melon et bottes de cuir